# 제리 시걸
제롬 "제리" 시걸(영어: Jerome "Jerry" Siegel, 1914년 10월 17일 ~ 1996년 1월 28일)은 미국의 만화가로, 아티스트 조 슈스터와 함께 미국 최초의 슈퍼히어로로 통하는 캐릭터 슈퍼맨을 창조해내었다. 1992년 윌 아이스너 명예의 전당에, 1993년 잭 커비 명예의 전당에 이름을 올렸다.